# Elies el Filòsof
Elies el Filòsof  (en grec Ἠλίας) fou un escriptor grec d'època incerta, però probablement del segle VI, conegut com a comentarista de Porfiri i d'Aristòtil.
Es pensa, a partir de les obres que es conserven, que era de l'escola neoplatònica, i per les similituds d'argument i d'estil podria haver estat deixeble d'Olimpiòdor, i hauria viscut a Alexandria a finals del segle vi.
De les seves obres es conserven:
- Un comentari a la Εἰσαγωγὴ (Isagogè) de Porfiri. Aquesta obra es troba a la Biblioteca dels Medici a Florència
- Fragments d'un comentari sobre l'Analítica Priora d'Aristòtil. A la Biblioteca de Sant Marc a Venècia.[2]